# Collettore

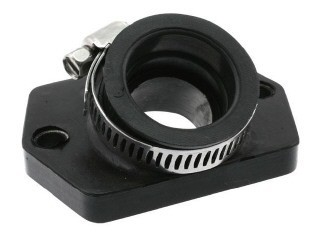
Collettore d'alimentazione in gomma

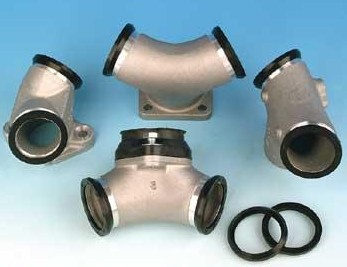
Collettore d'aspirazione in metallo

Il collettore è un condotto di giunzione di vari organi del motore, che può essere cilindrico o di varie altre forme.

## Materiali
A seconda dell'applicazione può essere composto in diversi materiali quali:
- Gomma, come nel caso dei collettori per l'alimentazione e d'aspirazione, soprattutto su veicoli di piccola cilindrata)
- Metallo pressocolato, come nel caso di collettori di scarico o per collettori d'alimentazione degli autoveicoli (generalmente in alluminio).

## Tipo
I collettori si dividono in quelli:

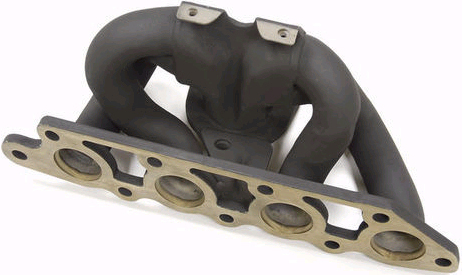
Collettore di scarico

- D'aspirazione: i quali collegano la scatola dell'aria al carburatore o al motore (in questo caso è tutt'uno con il collettore d'alimentazione nel casi di sistemi d'iniezione indiretta), nel caso di mezzi sprovvisti di cassa filtro come nelle moto d'epoca o nei sistemi dove il corpo farfallato o carburatore sono interni alla cassa filtro; al posto del collettore d'aspirazione si ha il cornetto d'aspirazione.
- D'alimentazione: i quali collegano, fungendo anche da supporto, il carburatore al motore, per evitare danni al carburatore, vengono attenuate le vibrazioni utilizzando parti in gomma o costruito interamente in gomma, nel collettore viene incanalata la miscela composta da aria e benzina e quindi immessa nel cilindro, nel caso dei sistemi ad iniezione indiretta, non c'è la presenza del carburatore, ma dell'iniettore, che è applicato direttamente al collettore
- Di scarico a seconda del tipo di motore collega il cilindro al tubo di scarico o alla camera d'espansione, ma può essere anche non presente, soprattutto nei motori monocilindrici.

## Caratteristiche
L'andamento del condotto può essere:
- Lineare, il collettore è rettilineo
- Curvata

Con la sezione del condotto:
- Rotonda
- Ovale

Con superficie:
- Porosa, nel caso ci sia transito della miscela aria-benzina o aria gasolio
- Liscia, nel caso vi sia transito di sola aria

La superficie interna è comunque priva di asperità (introflessioni, sbavature, ecc), caratteristiche che preservano l'ottimale flusso della miscela.

## Accorgimenti
Si possono avere vari accorgimenti:
- Variazione delle misure, questi accorgimenti vengono meno o sono meno importanti sui motori con distribuzione a fasatura variabile, così come nell'aspirazione controllata con controllo a valvola lamellare nei motori a due tempi con carte pompa.
  - Valvole di restringimento, sono soggetti il collettore d'aspirazione e di scarico, i quali possono essere soggetti a una restrizione del condotto per accordare le varie velocità di riempimento e svuotamento del motore a seconda delle diverse situazioni di regime e carico, nel caso dei collettori d'aspirazione questa valvola sui motori provvisti di controllo tramite fili elettrici e non cavi metallici, integra anche la valvola gas.

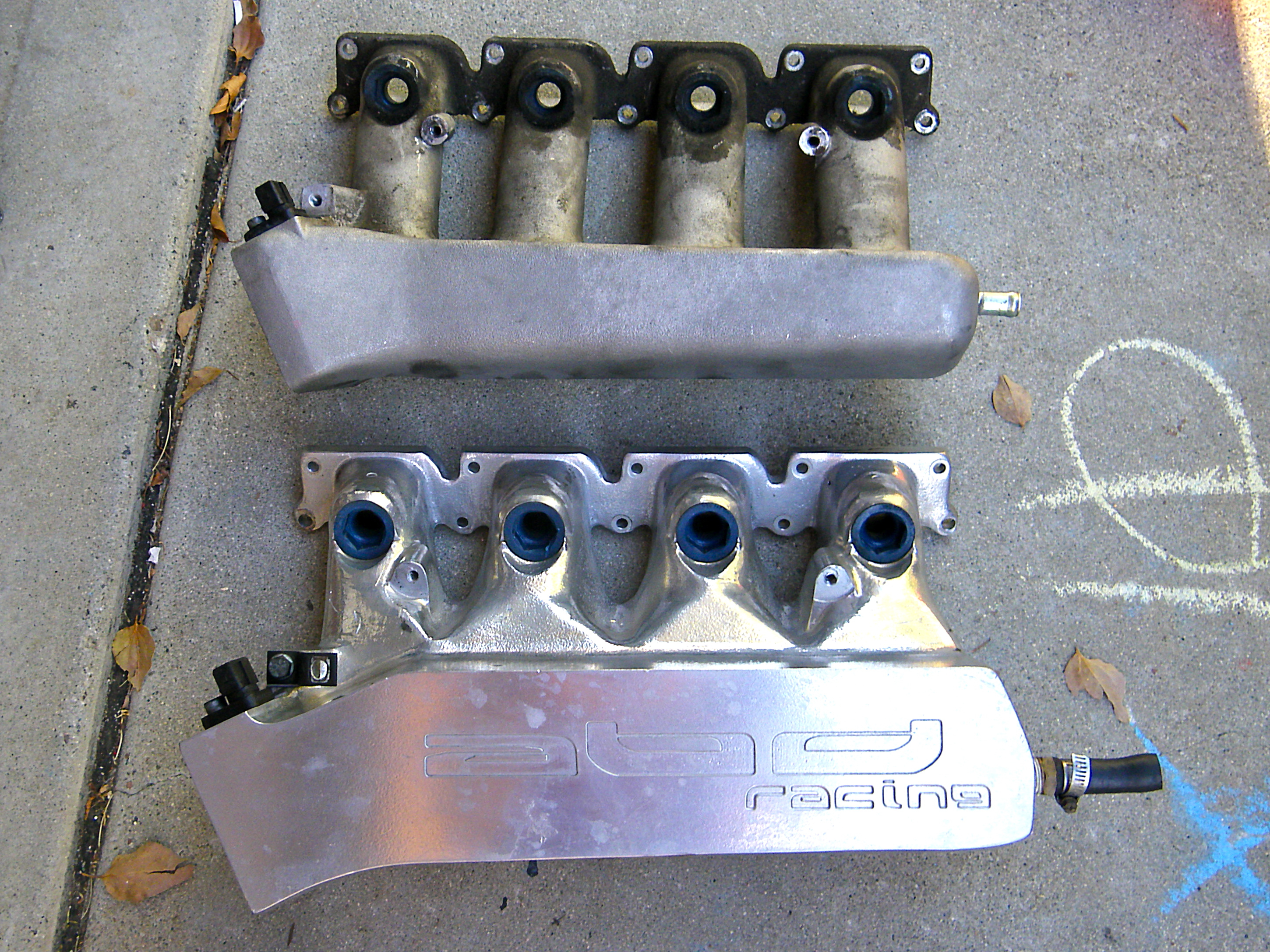
Collettori d'aspirazione del tipo a risonanza

- Risuonanti, sistemi che sfruttano la variazione di pressione nel condotto/i d'alimentazione
  - A risonanza, sistema usato per motori pluricilindrici e caratterizzato da un singolo collettore d'alimentazione/aspirazione che alimenta i diversi cilindri, dove si sfrutta la risonanza dei gas, per poter favorire un migliore riempimento del motore.
  - Polmone di recupero, questo sistema costituito da un elemento cavo va applicato e messo in comunicazione al collettore d'alimentazione e usato nei motori alimentati a carburatore, dove permette un miglior riempimento del carter pompa e una migliore funzionalità della valvola d'aspirazione.
- Integrazione per alcuni collettori si può integrare altre componenti, come nel caso dei motori a due tempi con valvola lamellare, dove in questo caso si può avere il guidaflussi della valvola integrata al collettore

## Danni
Quest'elemento generalmente non è soggetto a eventi avversi, ma può avere:
- Collettore d'alimentazione allentato o danneggiato, si ha un'eccessiva quantità d'aria, che varia a seconda di quanto è allentato o danneggiato il collettore, che porta ad avere un regime minimo sempre più alto e a carburazioni sempre più magre, con una carburazione instabile.
- Collettore d'aspirazione allentato o danneggiato, si ha un trafilamento d'aria non purificata, che non altera la carburazione, ma è un elemento di rischio per l'usura del motore
- Collettore di scarico allentato o danneggiato, si ha una fuoriuscita di gas, che possono dare a intossicazione da gas velenosi e interferire con il normale funzionamento del motore.